# Коровино Нижнее
Коровино Нижнее — деревня в Вичугском районе Ивановской области. Входит в состав Сошниковского сельского поселения.

## География
Находится в северо-восточной части Ивановской области на расстоянии приблизительно 15 км на восток по прямой от районного центра города Вичуга. Границы деревни смыкаются с границами деревни Коровино Верхнее и села Семеновское.

## История
В 1872 году здесь (тогда Юрьевецкий уезд Костромской губернии) было учтено 9 дворов, в 1907 году — 22.

## Население
Постоянное население составляло 51 человек (1872 год), 89 (1897), 75 (1907), 273 в 2002 году (русские 98 %), 164 в 2010.